# Конь (Италия)
Конь, или Конье (фр. Cogne) — коммуна в Италии, располагается в регионе Валле-д’Аоста.
Население составляет 1457 человек (на 2008 год), плотность населения составляет 7 чел./км². Занимает площадь 212 км². Почтовый индекс — 11012. Телефонный код — 0165.
Покровителем коммуны почитается святой Урс Аостский, празднование 1 февраля.

## Демография
Динамика населения:

## Ремесла
Конь также известен своими кружевами на коклюшках ручной работы, выполненными из коклюшечного кружева и называемыми фр. les dentelles de Cogne; эта деятельность практикуется в Коне с XVI века и является частью традиции, которую до сих пор продолжает кооператив кружевниц «Les Dentellières de Cogne». Постоянная экспозиция Mèison di pitz посвящена коньским кружевам. Сделанные таким образом кружева используются для украшения различных предметов, таких как скатерти, простыни и типичные костюмы долины.

## Известные люди
Винченцо Перрюшон (1921—2005) — участник зимних Олимпийских игр 1948 и 1952 годов.